# Juraj Sagan
Juraj Sagan é um ciclista profissional eslovaco. Nasceu a 23 de dezembro de 1988, em Žilina. Actualmente corre para a equipa Bora-Hansgrohe.
É o irmão maior do também ciclista profissional Peter Sagan, com o que ademais compartilha equipa.
Com 19 anos, em 2007, passou a profissionais na equipa do seu país Dukla Trencin Merida. Depois de três anos na formação, se requalificou amador durante meio ano e competiu para a Team Albert Bigot 79, uma modesta equipa francesa. Depois desse período, o seu irmão intercedeu por ele para o seu contrato pela equipa Liquigas-Cannondale, onde passou ao profissionalismo de primeiro nível, em meados de 2010. Para o ano 2015 devido à fusão do Cannondale com o Garmin-Sharp uniu-se à equipa russa Tinkoff-Saxo junto a seu irmão Peter Sagan.

## Palmarés
- 2009
- Grande Prêmio Boka

- 2015
  - 2.º no Campeonato da Eslováquia em Estrada

- 2016
- Campeonato da Eslováquia em Estrada

- 2017
- Campeonato da Eslováquia em Estrada

- 2018
  - 2.º no Campeonato da Eslováquia em Estrada

- 2019
- Campeonato da Eslováquia em Estrada

## Resultados nas Grandes Voltas e Campeonatos do Mundo
Durante a sua carreira desportiva tem conseguido os seguintes postos nas Grandes Voltas e nos Campeonatos do Mundo:
| Carreira           | 2007 | 2008 | 2009 | 2010 | 2011 | 2012 | 2013 | 2014 | 2015 | 2016 | 2017 | 2018 | 2019 |
| ------------------ | ---- | ---- | ---- | ---- | ---- | ---- | ---- | ---- | ---- | ---- | ---- | ---- | ---- |
| Giro d'Italia      | -    | -    | -    | -    | -    | -    | -    | -    | -    | -    | -    | -    | -    |
| Tour de France     | -    | -    | -    | -    | -    | -    | -    | -    | -    | -    | F.c. | -    | -    |
| Volta a Espanha    | -    | -    | -    | -    | -    | -    | -    | -    | -    | -    | -    | -    | -    |
| Mundial em Estrada | -    | -    | -    | -    | -    | Ab.  | Ab.  | -    | Ab.  | 39.º | 45.º | Ab.  | Ab.  |

-: não participa 

F.c.: desclassificado por "fora de controle"

Ab.: abandono

## Equipas
- Dukla Trencin Merida (2007-2009)
- Liquigas/Cannondale (2010[1]-2014)
  - Liquigas-Doimo (2010)
  - Liquigas-Cannondale (2011-2012)
  - Cannondale Pro Cycling (2013)
  - Cannondale (2014)
- Tinkoff (2015-2016)
  - Tinkoff-Saxo (2015)
  - Tinkoff (2016)
- Bora-Hansgrohe (2017-)